# David Carter
Pour les articles homonymes, voir Carter.
David Carter, né le 21 avril 1956 à Bundaberg, est un ancien joueur de tennis australien professionnel.

## Palmarès

### Finales en simple messieurs
| No | Date       | Nom et lieu du tournoi            | Catégorie       | Dotation | Surface      | Vainqueur    | Score         |  |
| -- | ---------- | --------------------------------- | --------------- | -------- | ------------ | ------------ | ------------- |  |
| 1  | 23-02-1981 | Mexico City, Mexico               | GP World Series | 75 000 $ | Terre (ext.) | Jaime Fillol | 6-2, 6-3      |  |
| 2  | 02-11-1981 | Tournoi de tennis de Quito, Quito |                 | 75 000 $ | Terre (ext.) | Eddie Dibbs  | 3-6, 6-0, 7-5 |  |

### Titres en double messieurs
| No | Date       | Nom et lieu du tournoi                           | Catégorie | Dotation | Surface         | Partenaire | Finalistes                   | Score         |  |
| -- | ---------- | ------------------------------------------------ | --------- | -------- | --------------- | ---------- | ---------------------------- | ------------- |  |
| 1  | 19-01-1981 | Tournoi de tennis de Guaruja Guarujá             |           | 75 000 $ | Moquette (ext.) | Paul Kronk | Ángel Giménez Jairo Velasco  | 6-1, 7-6      |  |
| 2  | 26-01-1981 | Chilean Open Viña del Mar                        |           | 50 000 $ | Terre (ext.)    | Paul Kronk | Andrés Gómez Belus Prajoux   | 6-1, 6-2      |  |
| 3  | 02-02-1981 | Tournoi de tennis de Mar del Plata Mar del Plata |           | 75 000 $ | Terre (ext.)    | Paul Kronk | Ángel Giménez Jairo Velasco  | 6-7, 6-4, 6-0 |  |
| 4  | 18-05-1981 | BMW Open Munich                                  |           | 75 000 $ | Terre (ext.)    | Paul Kronk | Eric Fromm Shlomo Glickstein | 6-3, 6-4      |  |
| 5  | 13-07-1981 | Head Cup Kitzbühel                               |           | 75 000 $ | Terre (ext.)    | Paul Kronk | Marko Ostoja Louk Sanders    | 7-6, 6-1      |  |
| 6  | 15-03-1982 | Open de Lorraine Metz                            |           | 75 000 $ | Dur (int.)      | Paul Kronk | Matt Doyle David Siegler     | 6-3, 7-6      |  |

### Finales en double messieurs
| No | Date       | Nom et lieu du tournoi                   | Catégorie       | Dotation  | Surface         | Vainqueurs                       | Partenaire    | Score         |  |
| -- | ---------- | ---------------------------------------- | --------------- | --------- | --------------- | -------------------------------- | ------------- | ------------- |  |
| 1  | 25-09-1978 | British Hard Court Bournemouth           | GP World Series | 50 000 $  | Terre (ext.)    | Louk Sanders Rolf Thung          | Rod Frawley   | 6-3, 6-4      |  |
| 2  | 11-02-1980 | Longboat Key Pro Tennis Classic Sarasota |                 | 50 000 $  | Terre (ext.)    | Andrés Gómez Ricardo Ycaza       | Rick Fagel    | 6-3, 6-4      |  |
| 3  | 28-04-1980 | Tournoi de tennis du Brésil São Paulo    |                 | 175 000 $ | Moquette (int.) | Anand Amritraj Fritz Buehning    | Chris Lewis   | 7-6, 6-2      |  |
| 4  | 19-05-1980 | BMW Open Munich                          |                 | 75 000 $  | Terre (ext.)    | Heinz Günthardt Bob Hewitt       | Chris Lewis   | 7-6, 6-1      |  |
| 5  | 09-03-1981 | Robinson's Men's Tennis Open Tampa       |                 | 75 000 $  | Dur (ext.)      | Bernard Mitton Butch Walts       | Paul Kronk    | 6-3, 3-6, 6-1 |  |
| 6  | 06-07-1981 | Suisse Open Gstaad                       |                 | 125 000 $ | Terre (ext.)    | Heinz Günthardt Markus Günthardt | Paul Kronk    | 6-4, 6-1      |  |
| 7  | 02-11-1981 | Tournoi de tennis de Quito Quito         |                 | 75 000 $  | Terre (ext.)    | Hans Gildemeister Andrés Gómez   | Ricardo Ycaza | 7-5, 6-3      |  |